# Trechus
Trechus är ett släkte av skalbaggar som beskrevs av Joseph Philippe de Clairville 1806. Trechus ingår i familjen jordlöpare.

## Bildgalleri

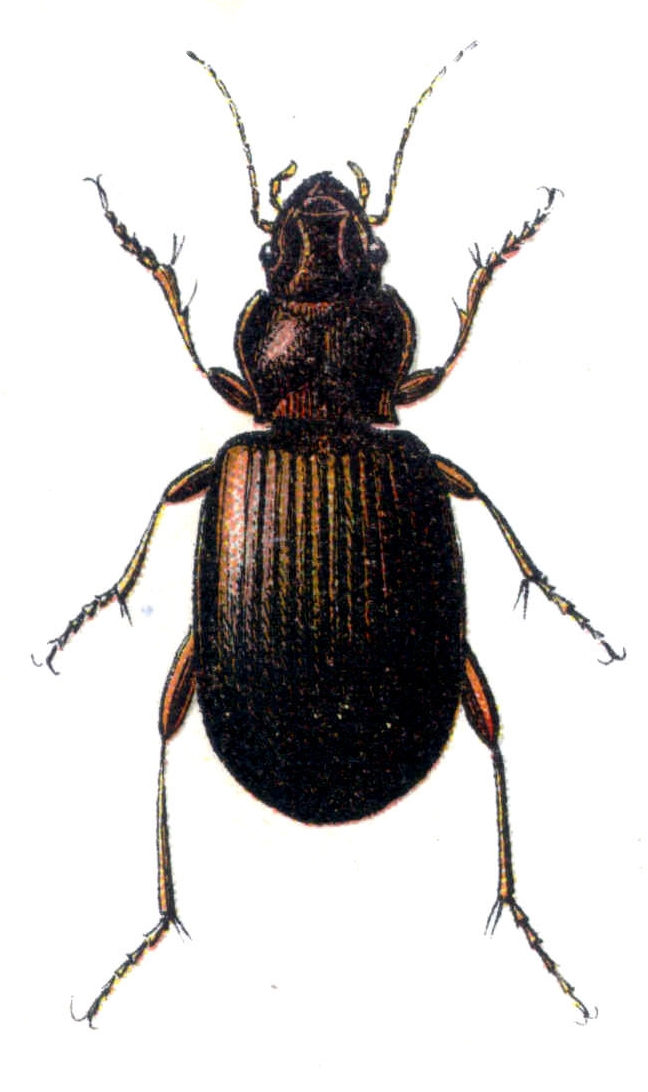
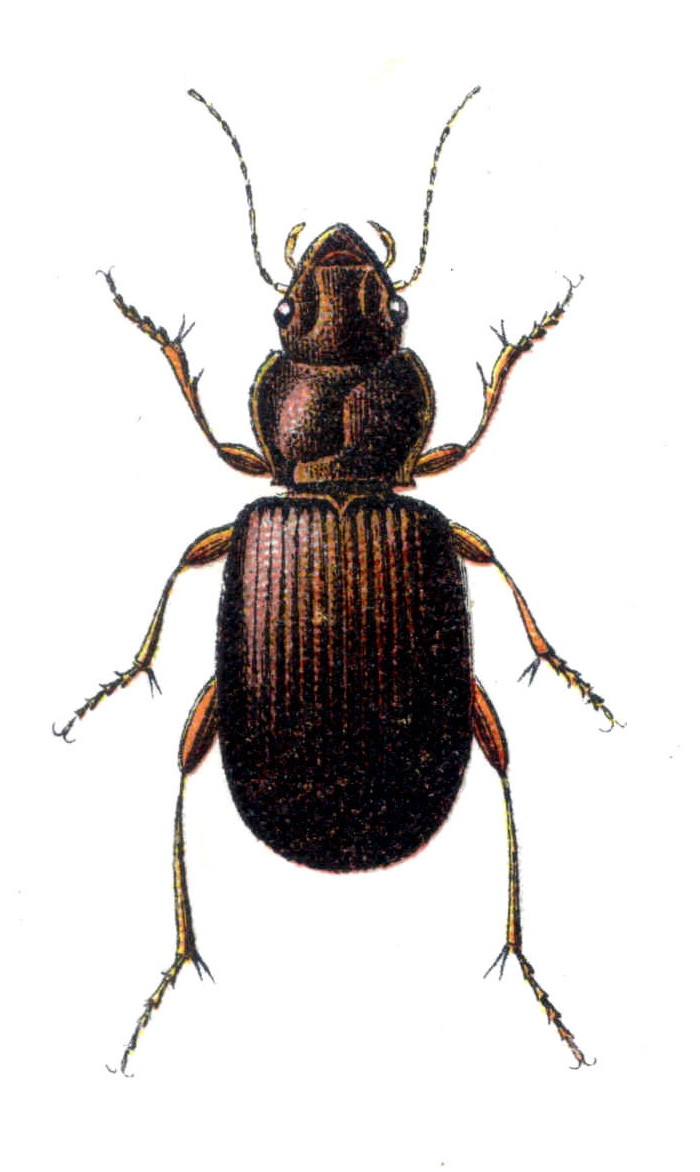
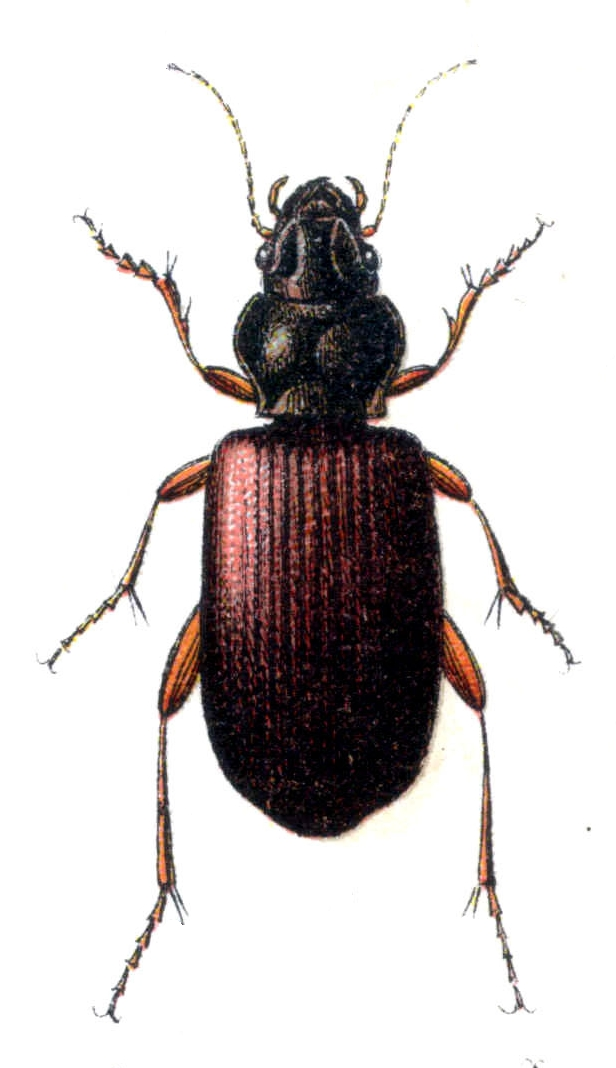
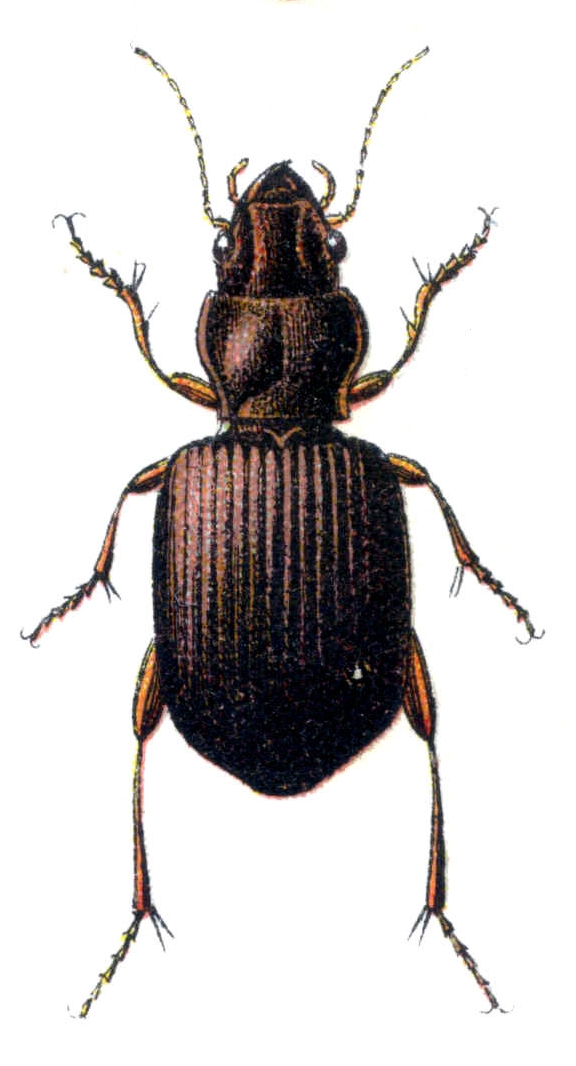
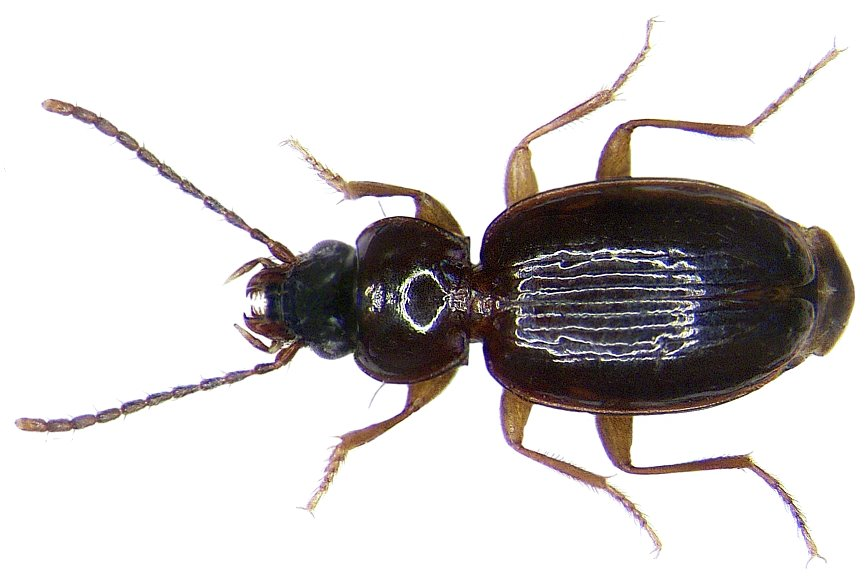
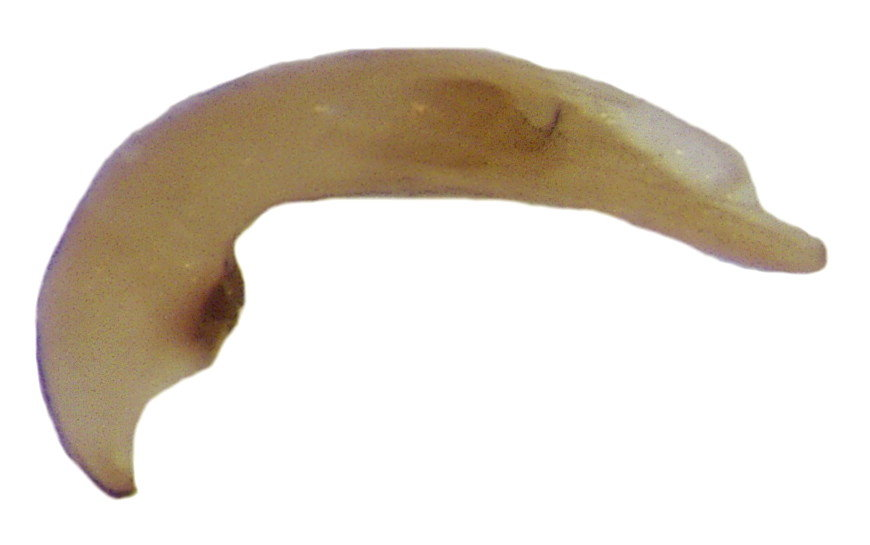

## Dottertaxa tillTrechus, i alfabetisk ordning[1][2]
- Trechus aduncus
- Trechus apicalis
- Trechus arizonae
- Trechus austriacus
- Trechus aztec
- Trechus balsamensis
- Trechus barberi
- Trechus beutenmuelleri
- Trechus bowlingi
- Trechus carolinae
- Trechus chalybeus
- Trechus coloradensis
- Trechus conformis
- Trechus crassicapus
- Trechus cumberlandus
- Trechus cuniculorum
- Trechus dietrichi
- Trechus discus
- Trechus fulvus
- Trechus humboldti
- Trechus hydropicus
- Trechus luculentus
- Trechus mitchellensis
- Trechus nebulosus
- Trechus novaculosus
- Trechus obtusus
- Trechus oregonensis
- Trechus ovipennis
- Trechus pomonae
- Trechus quadristriatus
- Trechus rivularis
- Trechus roanicus
- Trechus rosenbergi
- Trechus rubens
- Trechus satanicus
- Trechus schwarzi
- Trechus secalis
- Trechus subtilis
- Trechus talequah
- Trechus tennesseensis
- Trechus tenuiscapus
- Trechus tonitru
- Trechus tuckaleechee
- Trechus uncifer
- Trechus vandykei
- Trechus verus